# Derolus globulartus
Derolus globulartus là một loài bọ cánh cứng trong họ Cerambycidae.